# Jana Zinkevyčová
Jana Zinkevyčová (ukrajinsky Яна Вадимівна Зінкевич, Jana Vadymivna Zinkevyč, * 2. července 1995 Rovno) je ukrajinská poslankyně, velitelka, válečná veteránka a zakladatelka dobrovolného Zdravotnického praporu „Špitálníci“.
V roce 2022 byla zařazena do žebříku BBC 100 Women, který každý rok představuje stovku nejinspirativnějších a nejvlivnějších žen z různých odvětví. Ve stejném roce byla časopisem Time vybrána do žebříčku Time 100 Next prezentujícím sto světově nejvýznamnějších osobností, které utvářejí budoucnost byznysu, zábavy, vědy, sportu, politiky či lékařství. Od roku 2023 je také jednou z osobností prezentovaných na platformě ShareAmerica amerického ministerstva zahraničí.

## Osobní život

### Vzdělání
Jana Zinkevyčová se narodila 2. července 1995 ve městě Rivne na západní Ukrajině. Vystudovala Riveňský vzdělávací a školící komplex „Kolegium“. Už během studia ji přitahovaly extrémní výzvy, jako šestnáctiletá odjela na měsíc sama žít do karpatských lesů. Po absolvování „Kolegia“ měla v plánu pokračovat ve studiu na lékařské fakultě Lvovské univerzity, protože však vypukla válka na Donbase, tak v 18 letech místo studia odjela pomáhat jako dobrovolná vojenská medička na frontu.
V roce 2017 začala studovat na Dniperské státní lékařské univerzitě, kde po dokončení druhého ročníku studium přerušila. Paralelně však začala studovat na jiné univerzitě politologii, kde ve studiu pokračuje.

### Dopravní nehoda a její následky
Dne 5. prosince 2015 ve 4:30 ráno se na silnici Dnipro–Pavlohrad stala Jana Zinkevyčová účastnicí vážné dopravní nehody, když terénní automobil Hyundai Galloper patřící praporu Špitálníků a řízený jejím zástupcem Maksymem Korablovem v důsledku špatného stavu pneumatik na kluzké vozovce havaroval. Vozidlo se sedmkrát převrátilo a zatímco Korablov život ohrožující zranění neutrpěl, Jana Zinkevyčová byla z auta vymrštěna a utrpěla zlomeninu páteře, hemopneumotorax (nahromadění vzduchu a krve v pleurální dutině), pohmoždění vnitřních orgánů včetně srdce a plic, významnou ztrátu krve a zlomeninu několika žeber a klíční kosti. V důsledku nehody ochrnula na obě nohy.

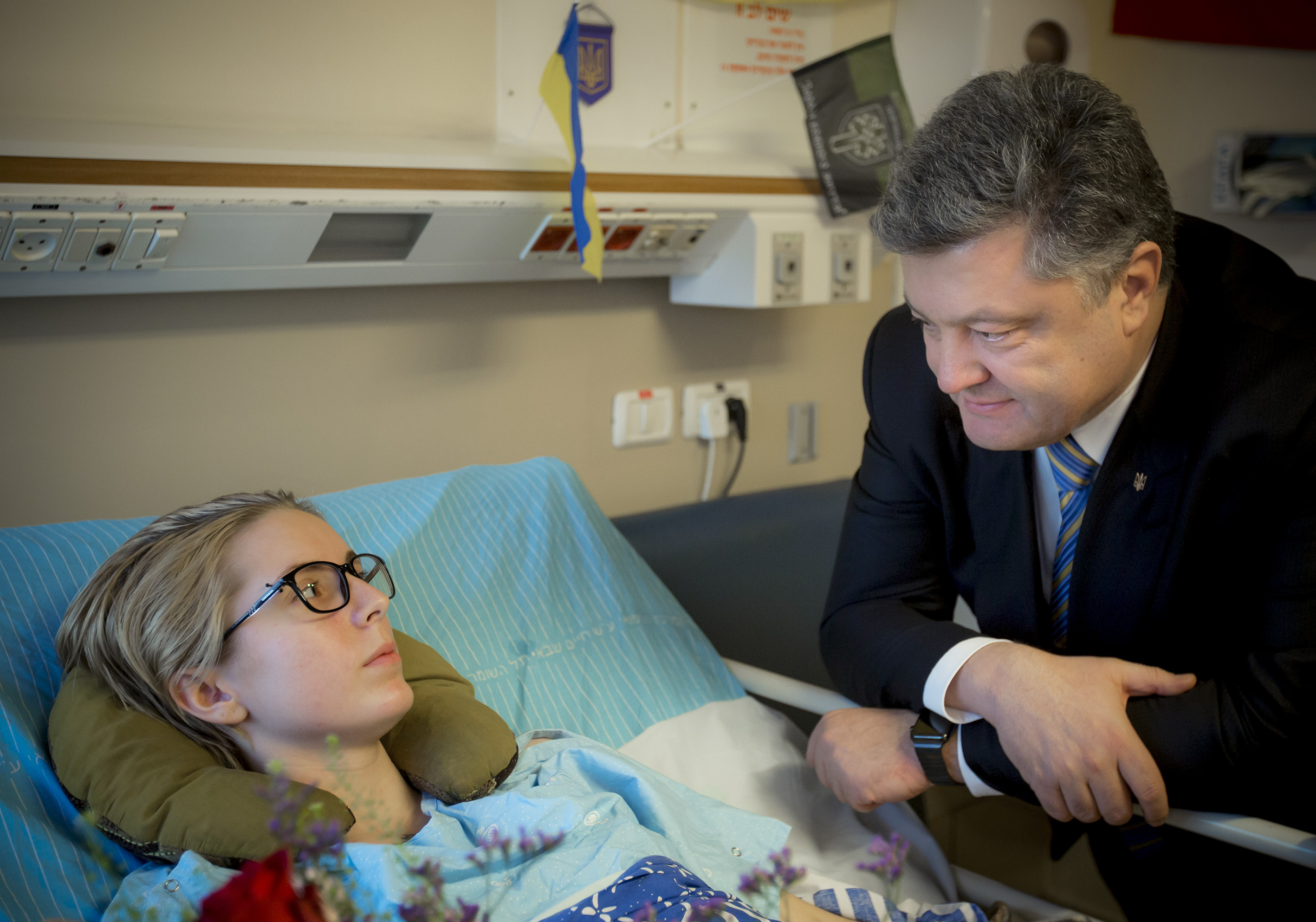
Prezident Petro Porošenko u nemocničního lůžka Jany Zinkevyčové, 23. prosince 2015

Prvních 10 dní po nehodě strávila v oblastní nemocnici v Dnipru na neurochirurgickém oddělení, poté byla letecky transportována do Izraele, kde v nemocnici Tel ha-Šomer podstoupila desetihodinovou operaci páteře vedenou chirurgem Alonem Friedlanderem. V Izraeli absolvovala také první fázi rehabilitací, a po měsíci a půl se vrátila na Ukrajinu, kde podstoupila operaci klíční kosti. 
O měsíc později odletěla opět na další léčení do Izraele, po němž se její stav zlepšil natolik, že byla schopna omezeného pohybu s chodítkem, byť bez invalidního vozíku se zřejmě do konce života neobejde. Léčba v Izraeli byla financována čistě z darů, jedním z dárců byl i tehdejší guvernér Dnipropetrovské oblasti Valentyn Rezničenko.
V březnu 2023 byla hospitalizována na JIP v důsledku celkového vyčerpání organismu, dle svých slov se příliš přetěžovala. Kvůli hospitalizaci se nemohla zúčastnit pohřbu svého někdejšího spolubojovníka Da Vinciho.

### Rodinný život
Desátého května 2016 Jana Zinkevyčová oznámila, že je ve čtvrtém měsíci těhotenství a čeká dítě, jehož otcem je řidič z osudné nehody Maksym Korablov. Těhotenství bylo nečekané, neboť podle lékařů měla vzhledem ke svým zraněním minimální šanci otěhotnět. V důsledku těhotenství musela vysadit řadu léků, kvůli čemuž měla mimo jiné silné bolesti.
Maksym Korablov po oznámení těhotenství ji požádal v živém vysílání televize 1+1 o ruku a 27. května 2016 se vzali, Zinkevyčová si ponechala původní příjmení. Dne 31. října 2016 se páru narodila dcera Bohdana, Korablov však jen několik dní po porodu rodinu opustil.
Deset dní po porodu podala návrh na rozvod, k rozvedení však došlo z důvodu průtahů ze strany Korablova až v lednu 2017. Svou dceru vychovává jako samoživitelka.

## Kariéra

### Zdravotnický prapor „Špitálníci“
Brzy poté, co Jana Zinkevyčová odjela pomáhat na frontové linie na Donbase, uvědomila si, že armádě chybí zdravotnické jednotky schopné působit přímo na frontě spolu s vojáky. Rozhodnutí založit dobrovolnický zdravotnický prapor „Špitálníci“ tak padlo již 6. července 2014, přičemž hlavním spouštěčem měly být krvavé bitvy o Karlivku a Pisky v Doněcké oblasti. Jana Zinkevyčová se stala velitelkou tohoto praporu a brzy ho začlenila pod Ukrajinský dobrovolnický sbor, vojenské křídlo organizace Pravý sektor. Zde však prapor setrval jen krátce, neboť když se Dmytro Jaroš v roce 2015 rozhodl rezignovat na své pozice v Pravém sektoru a založit Ukrajinskou dobrovolnickou armádu, jednotku stojící mimo struktury Pravého sektoru, tak  byli Špitálníci jedním z jejích zakládajících prvků.

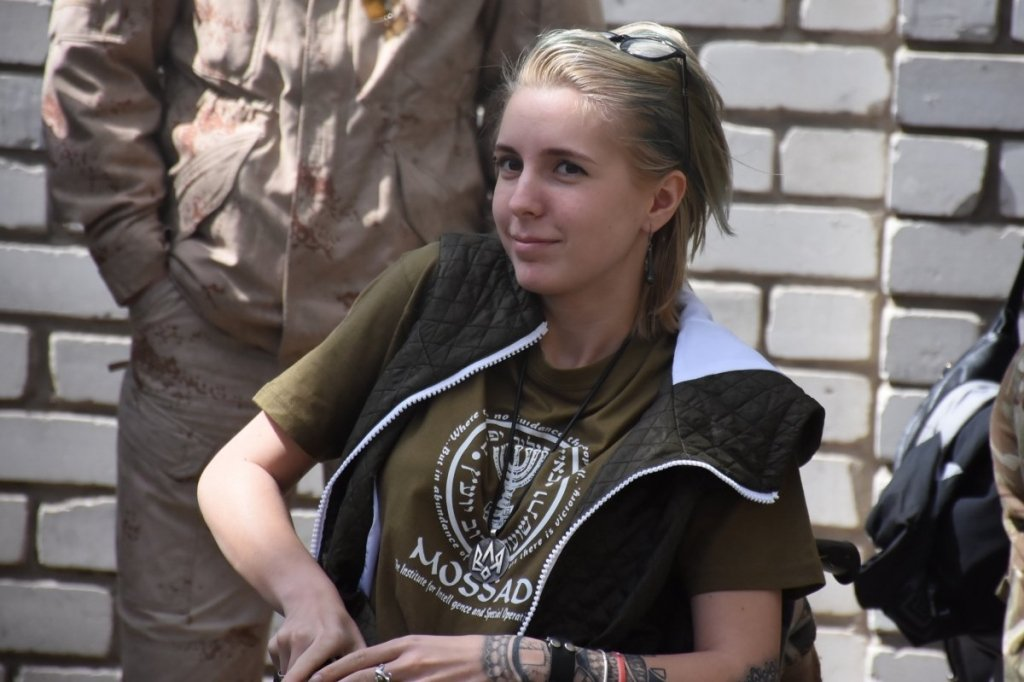
Jana Zinkevyčová v roce 2019

Po zařazení Špitálníků do Ukrajinské dobrovolnické armády (UDA) se Jana Zinkevyč stala stálou velitelkou praporu a zároveň byla jmenována náčelníkem lékařské služby UDA. Zároveň však pokračovala v působení jako dobrovolná medička na frontových liniích a do své nehody osobně evakuovala více než 200 ukrajinských vojáků.
V roce 2019 iniciovala založení městského podniku „Špitálníci Dnipra“ (ukrajinsky Госпітальєри Дніпра, Hospitaljery Dnipra), jehož úkolem je školit městské zaměstnance včetně policistů a učitelů v otázkách první pomoci a taktické medicíny. Podnik po svém vzniku zaměstnával 14 lidí a řídila ho přímo Jana Zinkevyčová.
Krátce po začátku plnohodnotné ruské invaze v dubnu 2022 byla jmenována zástupkyní velitele Ukrajinské dobrovolnické armády Dmytra Jaroše.

### Politická činnost

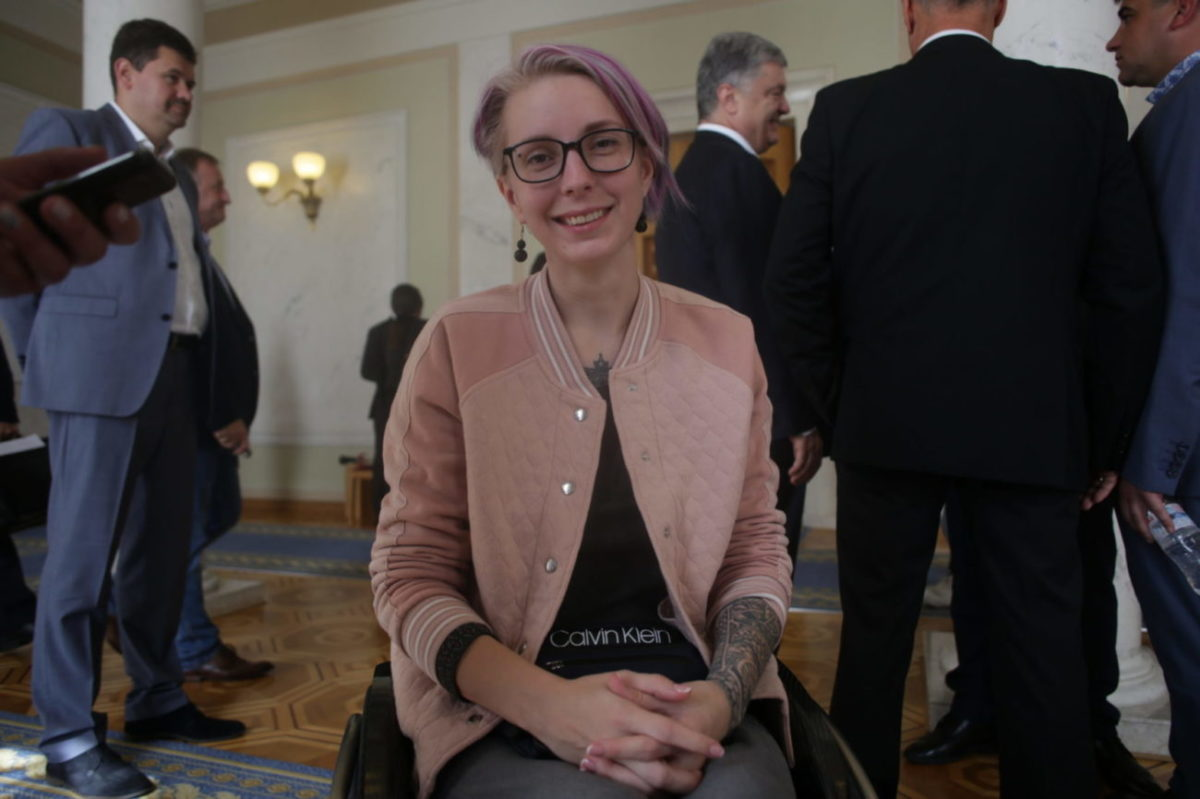
Jana Zinkevyčová v komisi pro záležitosti veteránů Verchovne Rady Ukrajiny, 2020

V červenci 2019 se Jana Zinkevyčová zúčastnila voleb do Verchovne Rady Ukrajiny. Kandidovala jako bezpartijní ze sedmého místa kandidátní listiny liberálně–konzervativní strany Evropská solidarita bývalého ukrajinského prezidenta Petra Porošenka. Po svém zvolení do strany vstoupila. Krátce po zvolení bylo rozhodnuto, že povede komisi pro otázky veteránů. Parlament ji v srpnu také zvolil tajemnicí výboru pro veřejné zdraví, lékařskou péči a zdravotní pojištění a předsedkyní podvýboru pro vojenské lékařství. V parlamentu patří mezi nejaktivnější politiky své frakce, je spolupředkladatelkou desítek návrhů zákonů i pozměňovacích návrhů. Je členkou meziparlamentních komisí pro vztahy s USA, Kanadou, Litvou, Gruzií a Itálií.
V roce 2020 vstoupila do nadstranické parlamentní skupiny „Humánní země“ sdružující poslance usilující o realizaci cílů nestátní organizace UAnimals, jako jsou např. zákazy kožešinových farem, chovatelských stanic, využívání zvířat na lékařské a kosmetické testy, zvýšení trestů za týrání zvířat a podobně.

## Vyznamenání
Jana Zinkevyčová je nositelkou řady státních vyznamenání a nestátních ocenění:
- Řád za zásluhy III. třídy – „Za významný osobní přínos k budování státu, sociálně-ekonomickému, vědeckému, technickému, kulturnímu a vzdělávacímu rozvoji ukrajinského státu, významné pracovní úspěchy, dlouholetou svědomitou práci.“[25]
- Řád za záchranu života – „Za hrdinské činy, které zachránily životy.“ (Nestátní vyznamenání udělované lékařskou charitativní organizací „Věřím“, předáváno na Ternopilské národní zdravotnické univerzitě.)[26]
- Řád „Lidový hrdina Ukrajiny“ – nestátní ocenění vzniklé z iniciativy novináře a dobrovolníka Andrije Boječka udělované na základě rozhodnutí komise složené z dobrovolníků, vojáků, lékařů a novinářů Ukrajincům i cizincům. Jana Zinkevyčová byla jednou z prvních oceněných, ceremonie se konala v katedrále sv. Sofie[27]
- Pamětní medaile ministerstva obrany „Za vojenskou statečnost“ – udělováno bojovníkům ATO[28]